# اخلاق خوردن گوشت

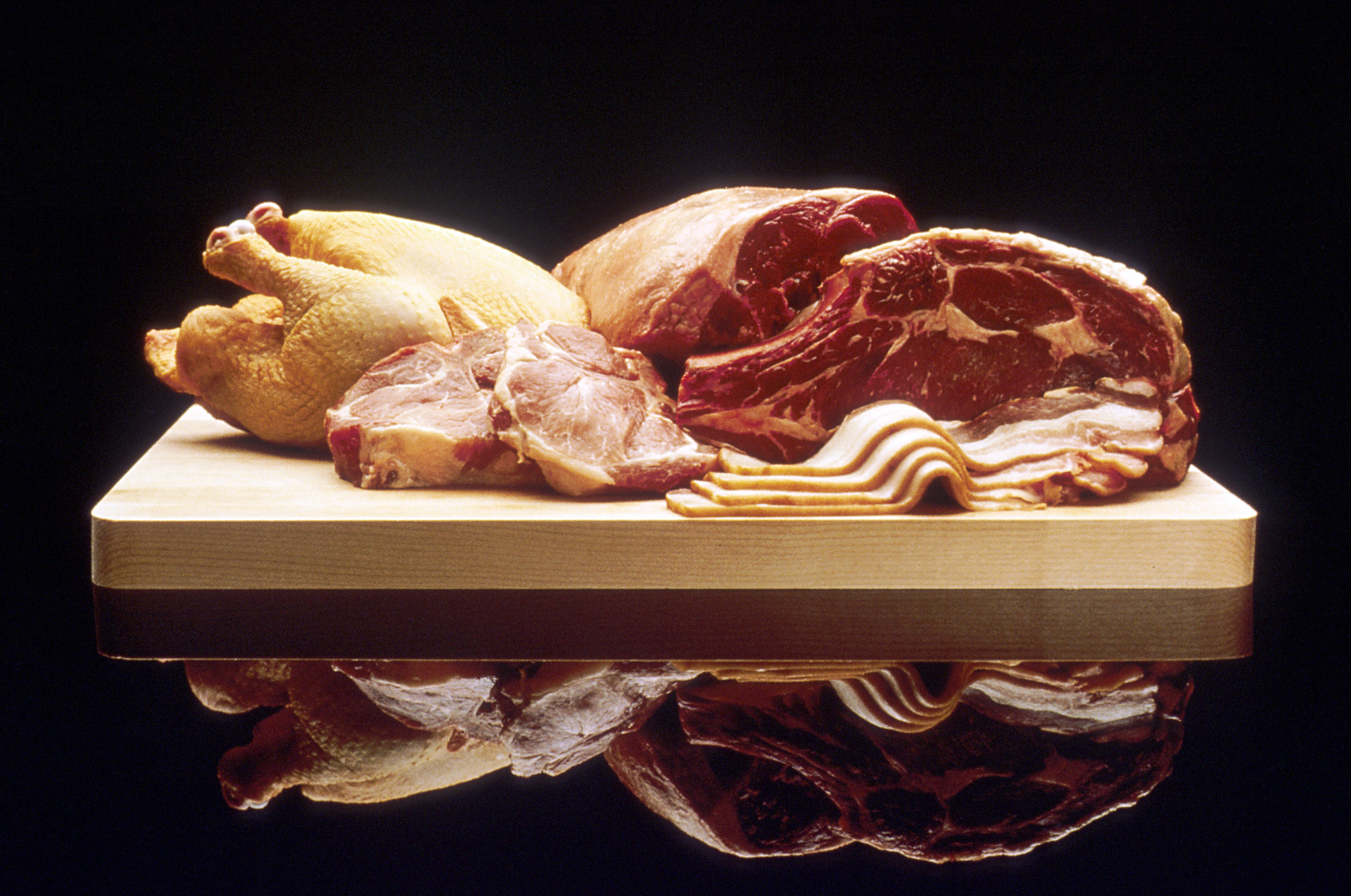
انواع گوشت

صحبت درباره اخلاق خوردن گوشت بر این است که آیا خوردن جانوران غیرانسانی اخلاقی است یا خیر. در نهایت، این بحثی است که برای هزاران سال ادامه داشته‌است و یکی از برجسته‌ترین موضوع‌ها در اخلاق غذایی باقی مانده‌است.